# Assalto alla montagna della morte
Assalto alla montagna della morte (Shadow Warriors II: Hunt for the Death Merchant) è un film per la televisione d'azione del 1999 diretto da Jon Cassar. È il sequel del film Assalto all'isola del Diavolo del 1997.

## Trama
Il sergente McBride adesso dovrà vedersela con una vecchia conoscenza che aveva tentato di uccidere lui e i suoi con delle armi chimico-biologiche. Il criminale creduto morto, decide di vendicarsi di McBride infettandolo con un virus mortale che gli avrà solo 72 ore di vita. Naturalmente McBride, il suo amico Roy Brown e il resto della squadra passano all'azione, per evitare il peggio.